# Estádio Antunes
Estádio Antunes é o Estádio do CFZ do Rio.

## Histórico
O estádio carrega este nome em homenagem a José Antunes Coimbra Filho, o Antunes, ex-centroavante do Fluminense, América, entre outros. A homenagem veio do seu irmão caçula Arthur Antunes Coimbra, o Zico, fundador do CFZ do Rio. Antunes, que era conhecido como Zeca pela família e amigos mais próximos, faleceu em janeiro de 1997, dois meses antes da inauguração do estádio.
O Estádio está localizado no bairro do Recreio dos Bandeirantes, Cidade do Rio de Janeiro e tem capacidade para abrigar até 1000 torcedores. Sua inauguração se deu em 29 de Março de 1997 quando o combinado do Rio de Janeiro, ganhou por sete a zero do combinado Raiz da Gávea.
Abrigou algumas partidas de futebol dos Jogos Pan-Americanos de 2007.